# Plecotus wardi
Plecotus wardi es una especie de murciélago de la familia de los vespertiliónidos. Se trata de una especie de murciélagos orejudos de tamaño mediano-grande, con un pelaje muy espeso. Tiene la espalda marrón y el vientre blanco. La cara y la garganta están cubiertas por pelos cortos y dispersos. El patagio puede estar desnudo o bien cubierto de pelos finos. Vive en el Hindú Kush, el Karakórum, el noroeste de la India y en Nepal. Se cree que se encuentra en altitudes de entre 1700 y 3600 m s. n. m., pero estos datos aún están por confirmar.